# Варварівська волость
Варварівська волость — історична адміністративно-територіальна одиниця Старобільського повіту Харківської губернії із центром у слободі Варварівка.
Станом на 1885 рік складалася з 7 поселень, 7 сільських громад. Населення — 3250 осіб (1565 чоловічої статі та 1685 — жіночої), 564 дворових господарств.
|                     | Площа, десятин | У тому числі орної, дес. |
| ------------------- | -------------- | ------------------------ |
| Сільських громад    | 2804           | 2430                     |
| Приватної власності | 28996          | 11163                    |
| Казенної власності  | —              | —                        |
| Іншої власності     | 100            | 35                       |
| Загалом             | 31900          | 13628                    |

Основні поселення волості станом на 1885:
- Варварівка — колишня власницька слобода за 45 верст від повітового міста, 1968 осіб, 385 дворових господарств, православна церква, молитовний будинок, постоялий двір. За 5 верст — винокурний завод із паровим млином. За 30 верст — скляний завод.
- Біляївка — колишня власницька слобода, 330 осіб, 56 дворових господарств, православна церква, паровий млин.

Наприкінці XIX сторіччя волость ліквідовано, територія увійшла до складу Боровенської волості.